# Voyage aux pays du coton
Voyage aux pays du coton est une enquête et un récit de voyage de Erik Orsenna. En suivant le parcours de la transformation du coton, l'auteur fustige la mondialisation. Il est parti à la rencontre de planteurs, industriels, négociants et autres lobbyistes.

## Résumé
Le parcours débute au Mali à la CMDT. Les dons de vêtements venus d'Occident y ont décimé l'industrie textile. Il se termine dans les Vosges, au sein de l'entreprise Decouvelaere qui tente de résister à la concurrence asiatique avec de nouveaux tissus. Entre deux, il y aura eu un séjour au National Cotton Council (NCC) aux États-Unis, le saint des saints du très puissant lobby de tous les professionnels américains du coton; au Brésil, avec du coton de demain génétiquement manipulé; et d'autres séjours encore, en Égypte, à Tachkent, en Chine…
L'auteur montre les déséquilibres des subventions des États-Unis à ses cultivateurs et la pression sur les prix par la grande distribution; l’Europe paraissant bien dépassée.